# Jan Wawrzkowicz
Jan Wawrzkowicz (* 19. Februar 2001) ist ein polnischer Sprinter, der sich auf den 400-Meter-Lauf spezialisiert hat.

## Sportliche Laufbahn
Erste internationale Erfahrungen sammelte Jan Wawrzkowicz im Jahr 2023, als er bei den U23-Europameisterschaften in Espoo mit der polnischen 4-mal-400-Meter-Staffel in 3:03,79 min den vierten Platz belegte. Im Jahr darauf gelangte er bei den Hallenweltmeisterschaften in Glasgow mit 3:08,00 min auf den fünften Platz.
In den Jahren 2022 und 2023 wurde Wawrzkowicz polnischer Meister in der 4-mal-400-Meter-Staffel.

## Persönliche Bestzeiten
- 400 Meter: 46,75 s, 30. Juli 2022 in Posen
  - 400 Meter (Halle): 47,32 s, 17. Februar 2024 in Toruń